# Janina Ujma
Janina Ujma (ur. 20 grudnia 1929 r. w Sosnowcu, zm. 3 listopada 2019 r. w Warszawie) – polska chemiczka, nauczycielka akademicka, działaczka opozycji w PRL.

## Życiorys
Urodziła się 20 grudnia 1929 r. w Sosnowcu. W 1952 r. ukończyła studia w zakresie chemii na Uniwersytecie Jagiellońskim. Po studiach przez rok pracowała w Hucie im. Bolesława Bieruta w Częstochowie w związku z otrzymanym nakazem pracy. W 1953 r. związała się z Wydziałem Metalurgicznym Politechniki Częstochowskiej. Ponadto w latach 1954–1958 była też nauczycielką w Liceum dla Pracujących w Częstochowie. W 1963 r. uzyskała stopień doktora, w 1971 habilitowała się, ale tytuł profesora otrzymała dopiero w 1989 r. od nowych władz. W 2000 r. odeszła z Politechniki Częstochowskiej. Od 1997 r. pracowała w Instytucie Chemii i Ochrony Środowiska Wyższej Szkoły Pedagogicznej w Częstochowie. Autorka artykułów w czasopismach polskich i zagranicznych, recenzji, skryptów uczelnianych, a także kilku patentów. W 2004 r. przeszła na emeryturę.
W 1980 r. współtworzyła na swojej uczelni NSZZ „Solidarność” i była jedną z założycielek częstochowskiego oddziału Klubu Inteligencji Katolickiej w następnym roku. W latach 1980. udzielała się w różnych organizacjach charytatywnych funkcjonujących w biskupstwie częstochowskim, m.in. organizującym pomoc osobom internowanym i aresztowanym. Na przełomie 1988 i 1989 r. została przewodniczącą Regionalnego Komitetu Obywatelskiego „Solidarność” w Częstochowie. Następnie jako przewodnicząca Federacji Komitetów Obywatelskich z gmin województwa częstochowskiego brała udział w odtwarzaniu samorządów terytorialnych. Po wyborach samorządowych w 1990 r. wycofała się z życia politycznego.
Odznaczona m.in. Złotym Krzyżem Zasługi (1974 r.), Medalem Komisji Edukacji Narodowej (1981 r.), Krzyżem Kawalerskim Orderu Odrodzenia Polski (1990 r.) i Krzyżem Wolności i Solidarności (2018 r.).
Ostatnie lata spędziła w Warszawie, gdzie zmarła 3 listopada 2019 r. Została pochowana na cmentarzu św. Rocha w Częstochowie.